# 마세 마사토키

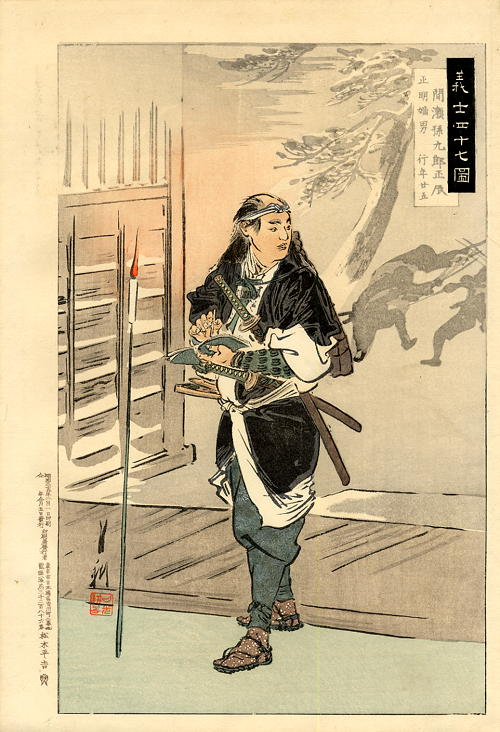
『의사 47도 마세 마고쿠로 마사토키』 (오가타 겟코作)

마세 마사토키(일본어: 間瀬 正辰 ませ まさとき[*], 덴나 원년 (1681년) - 겐로쿠 16년 2월 4일 (1703년 3월 20일))는 에도시대 전기의 무사이다. 아코 낭사 47사 중 한명이다. 통칭 마고쿠로(일본어: 孫九郎 まごくろう[*])이다. 마세(間瀬)의 읽는 법 중 하나로 "마나세"가 있다.

## 생애
덴나 원년 (1681년), 아코번 오오메츠케 마세 마사아키 (47사 중 한명)의 장남으로 태어났다. 어머니는 카리베 야지로의 딸이다.
가독은 잇지 않아서, 헤야즈미였으나, 겐로쿠 14년 (1701년) 3월 14일, 주군 아사노 나가노리가 키라 요시히사에게 칼을 휘둘러 할복개역이 되자, 아버지와 함께 오오이시 요시오에게 서약서를 제출하여 주군의 원수를 갚으려 하였다. 아버지와 함께 아코번 도령 카토군에 머물고 있었으나, 겐로쿠 15년 (1702년) 9월에는 에도로 내려갔고, 10월에는 아버지 마사아키도 에도로 내려왔다. 미하시 코이치(三橋小一郎)라고 칭하며, 신코지마치 4초메의 나카무라 마사토키의 셋집에 들어갔다. 미하시(三橋)는 증조부의 성씨였다.
키라 저택에 토벌하러 들어가, 키라 요시히사의 목을 자른 후에, 미즈노 타다유키의 저태에 맡겨졌다. 겐로쿠 16년 (1703년) 2월 4일에, 미즈노가 가신 코이케 곤로쿠의 카이샤쿠로 할복했다. 향년 23세, 주군 아사노 나가노리와 같은 타카나와 센가쿠지에 묻혔다. 법명은 "인태급검신사(刃太及剣信士)이다.